# Potentiel interatomique
Le potentiel interatomique est un modèle d'énergie potentielle servant à décrire l'interaction entre atomes et, par extension, entre molécules. Il permet d'accéder à nombre de quantités optiques, thermodynamiques, mécaniques et de transport de la matière.

## Atomes

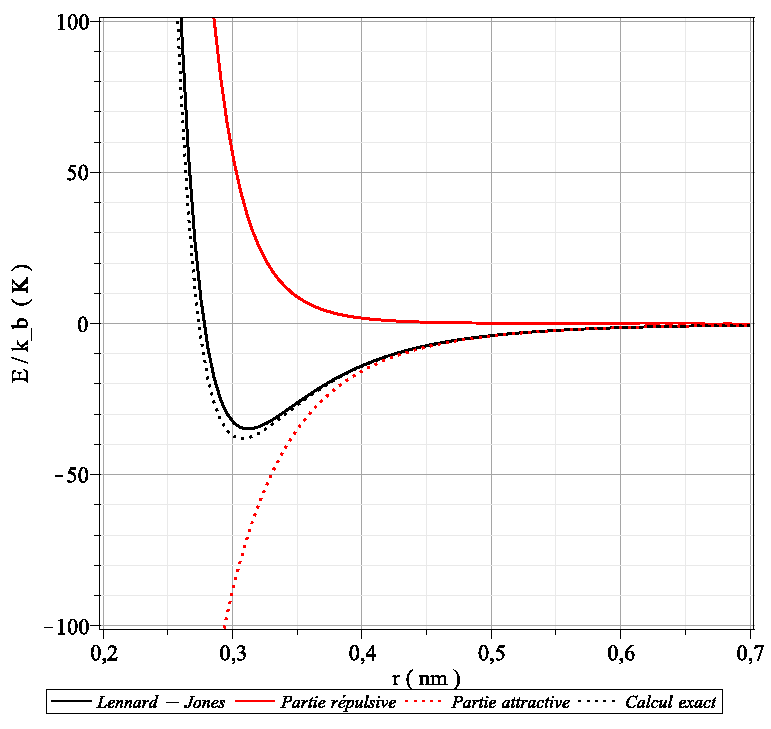
Potentiel interatomique néon-néon. Valeur exacte et approximation par un potentiel Lennard-Jones. Dans ce cas l'approximation est exceptionnellement bonne.

Les atomes à température ambiante peuvent s'associer spontanément pour former des molécules stables. Cela implique une force {\displaystyle \mathbf {F} } attractive à longue distance et répulsive à faible distance, et par suite nulle à la valeur d'équilibre de la liaison.
Cette force de liaison est conservative, et on peut donc lui associer une énergie potentielle {\displaystyle E}, qu'on appelle souvent « potentiel » par abus de langage, relié à la force par {\displaystyle \mathbf {F} =-\nabla E}. L'énergie d'un système baisse lorsqu'il est plus stable. Par convention, on fixe l'énergie égale à zéro lorsque les atomes sont très éloignés (« à l'infini »).
Le potentiel est souvent exprimé sous forme réduite par la constante de Boltzmann {\displaystyle k_{B}} et s'exprime alors en kelvins.
On notera que les forces entre deux atomes peuvent être aussi bien répulsives que attractives suivant l'état quantique du système formé par le couple.

### Profil du potentiel pour un couple d'atomes
Le potentiel est constitué par la superposition de deux parties, l'une répulsive dominante à faible distance, l'autre possiblement attractive,,. L'origine de ces forces est la suivante :
- partie répulsive : pour celle-ci les noyaux sont suffisamment proches pour que les nuages d'électrons se superposent. La théorie des perturbations est inapplicable et le calcul, de nature quantique[4], est celui d'une quasi-molécule, les forces impliquées étant les forces coulombiennes et l'interaction d'échange.
- partie attractive : la théorie des perturbations est applicable, déclinée sous diverses méthodes[2]. Dans la partie {\displaystyle r<0.5\,nm} l'interaction d'échange reste importante. C'est dans cette région que se situe le minimum du potentiel. Dans la région externe l'opérateur d'interaction peut être développé en série multipolaire. On parle alors de forces de van der Waals. Le premier terme du développement correspond au dipôle mutuellement induit (forces de London). Il est en {\displaystyle r^{-6}}. On retrouve ce terme dans de nombreux potentiels : Lennard-Jones, Buckingham, etc. Les termes d'ordre supérieur correspondent aux interactions dipôle induit / quadrupôle induit sont en {\displaystyle r^{-8}} et généralement négligés.

Il est possible de calculer ab initio ce genre de potentiel mais ceux utilisés sont généralement des approximations plus ou moins grossières de la réalité basées sur des considérations physiques mais utilisant des paramètres de réglage pour représenter au mieux une propriété donnée : équation d'état, viscosité, etc. On trouve ainsi des lois à un paramètre comme le potentiel sphères dures, à deux paramètres comme le potentiel de Lennard-Jones ou le potentiel de Sutherland, à trois paramètres comme le potentiel de Buckingham modifié ou le potentiel de Morse.
À mi-chemin entre le calcul exact et le simple modèle on trouve des potentiels tels que celui de Rydberg, Klein et Rees pour les molécules diatomiques, basé sur le recalage d'un calcul de type quantification semi-classique sur un spectre optique mesuré. Le résultat peut être recherché sous forme purement numérique ou par une série limitée de termes analytiques. Le potentiel de Morse est un cas particulier de ce développement.

### Stabilité de la molécule
La stabilité est liée à la profondeur du puits de potentiel {\displaystyle D_{e}} qu'il faut vaincre pour séparer les atomes.
Les gaz rares forment des molécules mais la faiblesse de la liaison induite ({\displaystyle D_{e}/k_{B}\simeq 7\,K} pour l'hélium) fait que de telles molécules ne résistent pas à une collision, d'où une durée de vie très faible sauf aux basses températures.

## Molécules

### Molécules non polaires
Le fait que les paramètres des potentiels sont issus de l'expérience fait que l'on peut utiliser ce type d'approche pour des molécules : le potentiel est alors interprétable comme une certaine moyenne statistique des potentiels pour toutes les configurations possibles.
Ce qui précède a naturellement des limites. Pour les molécules longues des potentiels plus complexes prenant en compte l'orientation relative des molécules ont été développés, très simples comme le potentiel de Taro Kihara basé sur l'interaction d'ellipsoïdes élastiques infiniment durs ou celui le potentiel de J. Corner où chaque molécule est définie par deux points. 

### Molécules polaires
Les deux molécules peuvent être polaires. Il existe alors une interaction due aux forces de Keesom (interaction dipôle / dipôle), une interaction mutuelle dipôle / dipôle induit (forces de Debye) et une interaction dipôle induit / dipôle induit (forces de London). L'ensemble est connu sous le nom de potentiel de van der Waals conduisant à des termes en {\displaystyle r^{-6}}. Les termes d'ordre supérieur sont généralement négligés.

## Systèmes multiples
Les atomes d'un système moléculaire à N corps ne peuvent pas être considérés comme ponctuels : le potentiel du système n'est pas la somme des potentiels de chacun des couples d'atomes, sauf le cas du potentiel coulombien. On pourra l'écrire sous forme d'une série :
{\displaystyle E=\sum _{i=1}^{N}\sum _{j=i+1}^{N}E_{1}(r_{ij})+\sum _{i,j,k}^{N}E_{2}(r_{ij},r_{ik},\theta _{ijk})+\cdots }
où {\displaystyle \theta _{ijk}} représente l'ensemble des angles donnant les directions des atomes l'un par rapport à l'autre. On conçoit qu'une telle approche devient rapidement inextricable lorsque {\displaystyle N>3}. Ce type d'approche est utilisée en dynamique moléculaire ou en cristallographie où les symétries permettent une approche de ce type. C'est le cas du potentiel de Stillinger-Weber.
Une manière de contourner le problème est de définir un potentiel effectif qui représente le potentiel entre deux atomes compte tenu de l'environnement des autres atomes. Il existe donc plusieurs potentiels pour une même liaison. Ce type d'approche est utilisé en chimie physique.

## Lien avec les propriétés physiques
La connaissance du potentiel permet de remonter à beaucoup de propriétés spectroscopiques, thermodynamiques ou de transport, au moins dans les cas les plus simples.

### Dans les gaz et les liquides
D'une façon générale le lien entre potentiel et propriétés marche dans les deux sens, le potentiel étant souvent calculé pour caler un potentiel, les autres propriétés s'en déduisant.
- On peut effectuer ce lien pour les propriétés spectroscopiques des gaz, par exemple par la méthode de Rydberg-Klein-Rees.
- On peut relier le potentiel à l'équation d'état (liquide / gaz) dont un exemple est l'équation d'état de van der Waals.
- Les propriétés de transport gazeux (viscosités, coefficients de diffusion, conductivités) entrent dans ce même schéma en utilisant les intégrales de collision.

### Dans les solides
- Les propriétés thermodynamiques peuvent être calculées à partir d'un potentiel simple de type oscillateur harmonique par le modèle de Debye.
- Les propriétés mécaniques telles que coefficient de dilatation ou paramètre de Grüneisen sont liées à l'équation d'état, donc au potentiel et plus précisément à ses termes anharmoniques.
- A contrario la conductivité thermique qui est en principe calculable à partir des termes anharmoniques du potentiel est dans les faits liée à tous les défauts de constitution du cristal.